# TIME (명령어)
TIME은 DEC RT-11, 도스(DOS), IBM OS/2, 마이크로소프트 윈도우 및 기타 여러 운영 체제에서 현재의 시스템 시간을 표시하고 설정하는데 사용되는 명령어다.

## 사용법

### DOS
```
  TIME
```

### 4DOS, 4OS2 and 4NT
```
  TIME [시:[분:[초[.백분의 일초]]][A:P]]
  TIME [/T] [hh[:mm[:ss]]] [AM | PM]
```

- 시 : 시각을 지정.
- 분 : 분을 지정
- 초 : 초를 지정
- 백분의 일초 : 백분의 일초를 지정
- A:P : AM(오전), PM(오후)을 지정

## 같이 보기
- DATE
- time (유닉스)